# Frindli, avagy a nagy ötlet
A Frindli, avagy a nagy ötlet (eredeti címén: Frindle) Andrew Clements első regénye. 1996-ban jelent meg és 35 nemzetközi díjat kapott. Magyarul 2004-ben jelent meg a Minerva Nova Kft.-nél, Balázs Andrea fordításában. Főszereplője Nick Allen, egy ötödik osztályos fiú, aki egy új szót talál ki a toll helyett: a frindlit.

## A történet
|  | Alább a cselekmény részletei következnek! |

A történet középpontjában a kis bajkeverő, Nick Allen ötödik osztályos tanuló áll. Őt is, mint iskolájában az összes többi ötödikest, a hírhedt, de nagy tekintélyű Mrs. Granger tanítja irodalomból és nyelvtanból, aki meglehetősen szigorú, és egyetlen célja, hogy tökéletes helyesírást sajátítsanak el a tanítványai. Például a szülőknek is ír egy levelet, hogy tudják, milyen szótárak ajánlottak és melyek nem.
Nick már rögtön az első nap szófogadatlanságáért plusz házi feladatot kap a tanárnőtől: másnap kiselőadást kell tartania a szavak eredetéről. Rájön, hogy alaposan fel kell készülnie, de nem azért, hogy jó jegyet kapjon, vagy azért, hogy megváltoztassa Mrs. Granger róla alkotott véleményét, hanem csak azért, hogy minél jobban elhúzhassa az előadását, hiszen ő az időhúzásban profi volt. A cselt a figyelmes tanárnő észreveszi, és megpróbálja leállítani a túlbuzgó Nicket, de a fiú csak folytatja. Mrs. Granger végül is nem bünteti meg Nicket. Az utolsó hét percben azonban megtartja az órát, és leadja a teljes anyagot, sőt, az időbe belefér még a házi feladat feladása is. Azonban akaratlanul ad egy ötletet Nicknek, amely később nagy bonyodalmakat okoz.
Aznap délután Nick visszaemlékszik kisgyerekkorára, amikor a zenét gvagalának hívta, de később megtudta, hogy csak akkor értik meg családján kívül az emberek, hogy mit szeretne hallgatni, ha a zene szót használja, azonban neki a zene továbbra is a gvagala volt. Eszébe jutnak a tanárnő által mondottak is, s kitalál egy új nevet a tollnak, a frindlit, és ezt rögtön tudatja is egyik barátjával.
Néhány nap alatt elkezd terjedni a szó, Mrs. Granger azonban nagyban ellenzi használatát: használóinak büntetést ad. Ebből és a későbbiekből kiderül, hogy a tanárnő személyisége kissé ellentmondásos. Azonban hiába próbálkozik, már nem tudja megállítani a folyamatot: az egész iskola frindli-lázban ég, a gyerekek Nick oldalára állnak. Néhány hét után a szó természetes lesz az iskolában, és a délutáni büntetés is. Mrs. Granger beszél Nick szüleivel, akik haragudnak rá.
Egy kereskedő frindli feliratú tollakat és sok minden mást kezd el árusítani, Nicket, Mrs. Grangert, az iskola igazgatóját, és Nick szüleit többször is felkeresik újságírók, riporterek. Látható, hogy a kereskedőket csak a profit, míg az újságírókat csak a sztorik, botrányok miatt érdekli ennyire az egész. A kereskedő beszél Nick apjával és megegyeznek egy 30%-os jogdíjban, nyitnak Nicknek egy számlát, amely 21 éves korában hivatalosan is az övé lesz. Azonban Nick is elveszti az uralmat a frindli fölött: már nem tudja megállítani a továbbterjedését.
Azonban a frindli-láz nem tart túl sokáig. Az egész Egyesült Államokban elterjed, mindenki használja az új szót, de a nagy felhajtás lassan elcsendesül, Nick pedig tanul az esetből, és viselkedése megváltozik, megkomolyodik. Tíz év múlva váratlanul a szó hivatalosan is bekerül a szótárakba, Mrs. Granger gratulál neki és küld neki egy példányt a legújabb szótárból, melyben már tényleg szerepel a frindli.
|  | Itt a vége a cselekmény részletezésének! |

## Magyarul
- Frindli; ford. Balázs Andrea; Minerva Nova, Szeged, 2002 (Jonatán modern könyvtára)